# 1912年4月逝世人物列表
1912年逝世人物列表：1月 - 2月 - 3月 - 4月 - 5月 - 6月 - 7月 - 8月 - 9月 - 10月 - 11月 - 12月
1912年4月逝世人物列表，是用於匯總1912年4月期間逝世人物的列表。

## 依日期排序

### 1日
- 保罗·布鲁斯（Paul Brousse），68歲，法國社會主義政治家。[1]
- 喬治·弗萊明（英语：George_Fleming_(footballer,_born_1859)）（George Fleming），49歲，蘇格蘭足球運動員。

### 2日
- 赫達·安德森（Hedda Anderson），79歲，瑞典作家和教師。[2]
- 威廉·沙利文·巴恩斯（William Sullivan Barnes），70歲，加拿大裔美國部長。
- 阿爾弗雷德·德萊頓，90歲，英國板球運動員和大律師。
- 詹姆斯·莫里斯（James Morris），79歲，澳大利亞政治家。[3]
- 石本新六，58歲，日本帝國陸軍將軍兼戰爭大臣，肺結核。[4]
- 愛德華·奧康納·特裡（Edward O'Connor Terry），68歲，英國演員。[5]

### 3日
- 菲力浦·阿加爾（Philip Argall），57歲，澳大利亞板球比賽裁判。[6]
- 查理斯·普林斯（Charles H. Prince），74歲，美國政治家。
- A.V.拉格斯代爾，58歲，美國政治家。
- 卡爾佈雷斯·佩里·羅傑斯（Calbraith Perry Rodgers），33歲，美國航空先驅，飛機失事。[7]

### 4日
- 查理斯·布蘭特利·艾科克，52歲，美國政治家，北卡羅來納州第50任州長，心臟病發作。[8]
- 以撒·芬克（Isaac K. Funk），72歲，美國部長、詞典編纂者和出版商。[9]
- 梅雷迪思·豪蘭（Meredith Howland），79歲，美國士兵和俱樂部成員。
- 大衛·派克漢姆（David Packham），79歲，澳大利亞政治家。[10]
- 羅賓遜·蘇塔爾（Robinson Souttar），63歲，英國自由黨政治家。
- Carl G. von Iwonski，81歲，美國畫家。

### 5日
- 羅伯特·達德利·亞當斯（Robert Dudley Adams），82歲，澳大利亞商人、記者和作家。[11]
- 米哈伊爾·米哈伊洛維奇·別列佐夫斯基，64歲，俄羅斯鳥類學家和民族學家。
- 大衛·派翠克·費舍爾（David Patrick Fisher），62歲，紐西蘭印刷商、工會會員和公務員。[12]
- 詹姆斯·乔丹（James Jordan），69歲，美國法官。
- 威廉·羅伯遜（William Robertson），48歲，紐西蘭板球運動員。[13]
- André Fernand Thesmar，69歲，法國琺瑯師。

### 6日
- Chitto Harjo，65/66，美洲原住民領袖。[14]
- 理查·弗洛梅爾（Richard Frommel），57歲，德國婦產科醫生。
- 喬瓦尼·帕斯科利（Giovanni Pascoli），56歲，義大利詩人，作家和古典學者，肝癌。[15]
- Eleazar Roberts，87歲，威爾士音樂家、作家和業餘天文學家。[16]

### 7日
- 阿博特·勞倫斯·羅奇，51歲，美國氣象學家，闌尾炎。[17]

### 8日
- 詹姆斯·A·布希內爾（James A. Bushnell），85歲，美國商人和銀行家。[18]
- 艾瑪·科拉迪-斯塔爾（Emma Coradi-Stahl），65歲，瑞士女權主義者。[19]
- 愛德華·大衛斯（Edward Divers），74歲，英國化學家。
- 安德魯·薩克斯（Andrew Saks），64歲，美國商人。[20]
- 艾米麗·索爾德尼（Emily Soldene），73歲，英國歌手、演員、劇院經理、小說家和專欄作家。[21]

### 9日
- 戈特弗裡德·斯特拉瑟（Gottfried Strasser），57歲，瑞士牧師、詩人和作家。[22]

### 10日
- 克利斯蒂安·莫尼琴·哈威格（Christian Møinichen Havig），87歲，挪威政治家。
- 加布里埃爾·莫諾德（Gabriel Monod），68歲，法國歷史學家。[23]

### 11日
- 約翰·羅蘭·戴西（John Rowland Dacey），57歲，愛爾蘭裔澳大利亞政治家，腎炎。
- 詹姆斯·蒙哥馬利·賴斯（James Montgomery Rice），70歲，美國士兵、律師和公務員。
- 薇拉·康斯坦丁諾芙娜，58歲，俄羅斯貴婦。
- 弗朗西斯·查理斯·伍茲（Francis Charles Woods），68歲，蘇格蘭裔美國建築師和管風琴製造商。[24]

### 12日
- 克拉拉·巴頓（Clara Barton），90歲，美國護士，美國紅十字會創始人。[25]
- 歐內斯特·杜切斯內（Ernest Duchesne），37歲，法國醫生，肺結核。
- 弗雷德里克·登特·格蘭特（Frederick Dent Grant），61歲，美國外交官，美國總統尤利西斯·格兰特（Ulysses S. Grant）的兒子，心力衰竭。[26]
- Albert Pieczonka，84歲，德裔美國古典作曲家和鋼琴家，肺炎。

### 13日
- 石川啄木，26歲，日本詩人，肺結核。[27]
- 羅賓斯·利特爾（Robbins Little），80歲，美國律師和圖書管理員。[28]

### 14日
- 亨利·布里松（Henri Brisson），76歲，法國總理。[29]
- 霍雷肖·諾克斯（Horatio B. Knox），55歲，美國學者。
- 阿朗佐·克利夫頓·麥克倫南（Alonzo Clifton McClennan），56歲，美國醫生。
- 阿爾弗雷德·普里布拉姆（Alfred Pribram），70歲，波西米亞內科醫生。
- 魯道夫·施瓦茨（Rudolph Schwarz），45歲，奧地利裔美國雕塑家。

### 15日
- 查理斯·戈登·艾姆斯（Charles Gordon Ames），83歲，美國神職人員和講師。[30]
- 哈麗特·費舍爾·莫爾（Harriet Fisher Mole），70歲，英國社會主義者、女權主義者和工會召集人。
- 桑迪灣的傑羅姆，在加拿大桑迪灣海灘上被發現的身份不明男性截肢者。
- 費利佩·薩爾瓦多（Felipe Salvador），41歲，菲律賓革命者，被絞死。
- 鐵達尼號沉沒事故的著名受害者：[31]
  - 托马斯·安德鲁斯（Thomas Andrews），39歲，英國商人和造船商，溺水身亡。[32]
  - 約翰·雅各布·阿斯特四世，47歲，美國商人、房地產開發商和作家。[33]
  - 約瑟夫·貝爾（Joseph Bell），51歲，英國水手，泰坦尼克號機艙總工程師。[34]
  - 大衛·約翰·鮑恩（David John Bowen），20歲，威爾士拳擊手。[35]
  - 阿奇博爾德·巴特（Archibald Butt），46歲，美國記者和美國陸軍軍官。[36]
  - 湯瑪斯·拜爾斯，42歲，英國天主教神父。[37]
  - 羅德里克·奇斯霍爾姆（Roderick Chisholm），43歲，蘇格蘭造船商，泰坦尼克號的聯合設計師。[38]
  - 威廉·丹頓·考克斯（William Denton Cox），29歲，泰坦尼克號上的英國管家。[39]
  - 沃爾特·唐納德·道格拉斯（Walter Donald Douglas），50歲，美國企業高管。[40]
  - 安妮·芬克（Annie Funk），38歲，美國傳教士。[41]
  - 雅克·富特雷爾（Jacques Futrelle），37歲，美國記者和作家。[42]
  - 路易吉·加蒂（Luigi Gatti），37歲，義大利商人和餐館老闆。[43]
  - 西德尼·萊斯利·古德溫（Sidney Leslie Goodwin），1歲，英國幼兒[44]
  - 班傑明·古根海姆（Benjamin Guggenheim），46歲，美國商人。[45]
  - 約翰·哈珀（John Harper），39歲，蘇格蘭浸信會牧師。[46]
  - 亨利·哈裡斯（Henry B. Harris），45歲，美國百老匯製片人和劇院老闆。[47]
  - 華萊士·哈特利（Wallace Hartley），33歲，英國小提琴家，泰坦尼克號樂隊領隊。[48]
  - 查理斯·梅爾維爾·海斯（Charles Melville Hays），55歲，美國鐵路高管。[49]
  - 安·伊莉莎白·伊沙姆（Ann Elizabeth Isham），50歲，美國社交名媛。[50]
  - 愛德華·奧斯汀·肯特（Edward Austin Kent），58歲，美國建築師。[51]
  - 約瑟夫·菲力浦·勒梅爾西爾·拉羅什（Joseph Philippe Lemercier Laroche），25歲，海地工程師。[52]
  - René-Jacques Lévy，37歲，法國化學家。[53]
  - 弗朗西斯·大衛斯·米勒，63歲，美國畫家、雕塑家和作家。[54]
  - 威廉·明特拉姆（William Mintram），46歲，泰坦尼克號上的英國消防員（司爐工）。[55]
  - 哈裡·馬克蘭·莫爾森（Harry Markland Molson），55歲，加拿大政治家和企業家。[56]
  - 詹姆斯·穆迪（James Paul Moody），24歲，泰坦尼克號上的英國海軍軍官。[57]
  - 克拉倫斯·摩爾（Clarence Moore），47歲，美國運動員和商人。[58]
  - 威廉·麥克馬斯特·默多克（William McMaster Murdoch），39歲，蘇格蘭水手，泰坦尼克號大副。[59]
  - Eino Viljami Panula，1歲，芬蘭幼兒。[60]
  - 傑克·菲利浦（Jack Phillips），25歲，英國水手，泰坦尼克號上的高級無線操作員。[61]
  - 曼努埃爾·烏魯庫爾圖·拉米雷斯，39歲，墨西哥律師和政治家。[62]
  - 爱德华·约翰·史密斯（Edward Smith），62歲，泰坦尼克號上的英國海軍軍官，溺水身亡。[63]
  - W. T. Stead，62歲，英國報紙編輯和調查性新聞先驅。[64]
  - 艾達·史特勞斯（Ida Straus），63歲，美國家庭主婦，伊西多·史特勞斯（Isidor Straus）的妻子。[65]
  - 伊西多·史特勞斯（Isidor Straus），67歲，德裔美國商人和政治家。[66]
  - 約翰·塞耶（John Thayer），49歲，美國商人。[67]
  - Frank M. Warren， Sr.，63歲，美國商人。[68]
  - 喬治·丹尼克·威克（George Dennick Wick），58歲，美國實業家。[69]
  - 喬治·鄧頓·威德納，50歲，美國商人。[70]
  - 哈裡·埃爾金斯·威德納（Harry Elkins Widener），27歲，美國商人，喬治·鄧頓·威德納（George Dunton Widener）的兒子。[71]
  - 亨利·廷格爾·王爾德，39歲，英國水手，泰坦尼克號大副。[72]
  - 杜安·威廉姆斯（Duane Williams），51歲，美國律師。[73]
  - 約翰·韋斯利·伍德沃德（John Wesley Woodward），32歲，泰坦尼克號上的英國音樂家。[74]
  - 喬治·亨利·賴特（George Henry Wright），62歲，加拿大商人和慈善家。[75]

### 16日
- 詹姆斯·彼得金·亞歷山大（James Peterkin Alexander），76歲，蘇格蘭裔加拿大農民和政治家。
- 亨利·白求恩，67歲，英國板球運動員。[76]
- 克努特·埃克沃爾（Knut Ekwall），69歲，瑞典畫家和插畫家。
- 愛德華·加貝特（Edward Gabbett），71歲，愛爾蘭聖公會牧師。
- Wilhelmine Heise，74歲，丹麥慈善家。
- 奧蘭多·霍奇（Orlando J. Hodge），83歲，美國律師和政治家。
- 湯瑪斯·勞森（Thomas G. Lawson），76歲，美國政治家。[77]
- 亨利·托馬斯（Henry F. Thomas），68歲，美國醫生和政治家。

### 17日
- 威廉·哈裡蒂（William F. Harrity），61歲，美國律師和政治家。[78]
- August T. Koerner，68歲，美國商人和政治家。
- 唐·朱塞佩·里佐（Don Giuseppe Rizzo），48歲，義大利天主教神父、政治家和記者。
- 艾斯·斯圖爾特，43歲，美國職業棒球大聯盟球員。[79]

### 18日
- 達默·萊斯利·艾倫（Damer Leslie Allen），34歲，愛爾蘭裔英國飛行員，航空事故。[80]
- Hank Gehring，31歲，美國職業棒球大聯盟球員。[81]
- 威廉·希爾斯（William G. Hills），70歲，美國南北戰爭期間的美國陸軍士兵，榮譽勳章獲得者。
- 喬治·佛蘭克林·赫夫（George Franklin Huff），69歲，美國政治家。
- 瑪莎·里普利（Martha Ripley），68歲，美國醫生，女權主義者和醫學教授。[82]
- 詹姆斯·羅賓遜（James D. Robinson），71歲，加拿大政治人物。
- 弗雷德里克·塞登（Frederick Seddon），40歲，英國殺人犯，被絞死。
- 沃爾特·克洛普頓·溫菲爾德（Walter Clopton Wingfield），78歲，英國陸軍軍官和發明家。

### 19日
- 派翠西奧·埃斯科瓦爾（Patricio Escobar），69歲，巴拉圭總統。[83]
- Josua Lindahl，68歲，瑞典裔美國地質學家和古生物學家。
- 威廉·麥卡利爾，74歲，美國政治家。

### 20日
- 山姆·巴克利（Sam Barkley），53歲，美國職業棒球大聯盟球員。[84]
- 約翰·N·埃克斯（John N. Eckes），67歲，美國南北戰爭期間的美國聯邦軍士兵，榮譽勳章獲得者。
- 瑪麗安·法誇爾森（Marian Farquharson），65歲，英國博物學家和女權活動家。[85]
- 雅各·埃利亞斯·弗蘭德，54歲，美國律師、商人和政治家。
- 丹尼爾·高爾特（Daniel Gault），69歲，美國報人、教育家和政治家。
- Djóni í Geil，62歲，法羅群島工匠、編輯和政治家。
- 查理斯·哈珀（Charles Harper），69歲，澳大利亞牧民、報社老闆和政治家。[86]
- 哈裡·皮爾斯（Harry Pears），34歲，澳大利亞足球運動員。
- 佩德羅·里拉·倫科雷（Pedro Lira Rencoret），66歲，智利畫家和藝術評論家。[87]
- 布莱姆·斯托克（Bram Stoker），64歲，愛爾蘭作家，以1897年的恐怖小說《德古拉》而聞名。[88]

### 21日
- F·本尼迪克特·赫爾佐格（F. Benedict Herzog），52歲，美國電氣工程師、藝術家和攝影師。
- 威洛比·華萊士·胡珀（Willoughby Wallace Hooper），75歲，英國軍官和攝影師。
- 亞歷山大·麥凱（Alexander McKay），69歲，加拿大政治家。[89]
- 西裡·馮·埃森（Siri von Essen），61歲，芬蘭貴族和女演員。[90]
- 容闳，83歲，美籍華裔外交官和商人，中風休克。[91]

### 22日
- 海因里希·恩弗里希特，58歲，德國內科醫生。[92]

### 23日
- 阿爾方斯·特雷莫·德·羅什布魯內，75歲，法國植物學家、動物學家和動物學家。[93]

### 24日
- 撒母耳·伯恩（Samuel Bourne），77歲，英國攝影師，心臟病發作。[94]
- 埃勒·拉斯穆森·艾勒森（Eiler Rasmussen Eilersen），85歲，丹麥風景畫家。
- 邁克爾·弗勒斯海姆，68歲，德國經濟學家和Georgist。
- 賈斯汀·麥卡錫，81歲，愛爾蘭民族主義者、歷史學家、小說家和政治家。[95]
- 約翰·弗雷德里克·索洛（Johan Frederik Thaulow），71歲，挪威陸軍軍官和醫生。

### 25日
- 喬治·威廉·諾克斯（George William Knox），59歲，美國神學家和作家，肺炎。[96]
- 瓦克勞·羅利茨-利德，45歲，波蘭詩人和翻譯家。[97]
- 馬丁·舒伯特（Martin Schubert），73歲，美國南北戰爭期間的美國陸軍軍官，榮譽勳章獲得者。

### 26日
- 青木年雄，58歲，日裔美國藝術家和畫家。[98]
- 吉列爾莫·鮑爾（Guillermo Bauer），68歲，德裔阿根廷商人。
- 尤金·德默斯（Eugene L. Demers），69歲，美國政治家。
- 查理斯·帕金斯（Charles Perkins），57歲，英國板球運動員。[99]
- 赫尔曼·察贝尔（Hermann Zabel），79歲，德國植物學家。

### 27日
- 阿爾弗雷德·約翰·丘奇（Alfred John Church），83歲，英國古典學者。[100]
- 丹尼爾·金博爾·皮爾森（Daniel Kimball Pearsons），92歲，美國醫生和慈善家。[101]

### 28日
- 朱爾斯·邦諾（Jules Bonnot），35歲，法國銀行搶劫犯，被槍殺。
- 喬什·邦斯（Josh Bunce），64歲，美國職業棒球大聯盟球員和裁判。[102]
- 羅伯特·多拉德（Robert Dollard），70歲，美國律師和政治家。
- 羅伯特·克爾（Robert A. Kerr），71歲，美國政治家，實業家安德鲁·卡内基（Andrew Carnegie）的朋友[103]
- 斯特凡·伊茲賓斯基（Stefan Izbinsky），27歲，烏克蘭國際象棋大師。
- 由利公正，82歲，日本商人和政治家。
- 邁克爾·湯瑪斯·斯滕森，73歲，加拿大政治家。[104]
- 奧托·斯蒂克林（Otto Stichling），46歲，德國新藝術運動雕塑家。

### 29日
- 亨利·包卡特（Henri Bouckaert），41歲，法國賽艇運動員和奧運冠軍。[105]
- 蘇布-伊-阿扎爾，81歲，伊朗宗教領袖。

### 30日
- 弗朗齊謝克·克莫奇，63歲，捷克作曲家和指揮家。[106]
- 弗朗西斯·裡德（Francis Reed），61歲，英國板球運動員[107]
- 亨利·斯威特（Henry Sweet），66歲，英國語言學家、語音學家和語法學家，惡性貧血。[108]
- 約翰·泰勒（John Taylor），78歲，英國建築師。